# Кризис трёх лет
Кри́зис трёх лет (др.-греч. κρίσις – решение, поворотный пункт) — возрастной кризис, возникающий при переходе от раннего возраста к дошкольному, характеризующийся резкой и кардинальной перестройкой сложившихся личностных механизмов и становлением новых черт сознания и личности ребёнка, а также переходом к новому типу взаимоотношений с окружающими.

## Семь симптомов кризиса
Кризис трёх лет может выражаться в проявлении таких симптомов, как негативизм, упрямство, строптивость, своеволие, протест-бунт, обесценивание, стремление к деспотизму. Впервые их выявила и описала Эльза Кёлер в работе «О личности трёхлетнего ребёнка». Л. С. Выготский назвал семь наиболее ярких особенностей поведения ребёнка в период кризиса трёх лет «семизвездием симптомов». Рассмотрим эти симптомы более подробно.
- Негативизм — это отрицательная реакция, связанная с отношением одного человека к другому человеку. Ребёнок не делает что-то только потому, что это предложил ему определённый взрослый человек. Негативизм избирателен: ребёнок игнорирует требования одного члена семьи или одной воспитательницы, а с другими достаточно послушен. Главный мотив действия — сделать наоборот, то есть прямо противоположное тому, что ему сказали.
- Упрямство — это реакция ребёнка, который настаивает на чем-то не потому, что ему этого очень хочется, а потому, что он этого потребовал у взрослого, и отказаться от собственного решения даже при изменившихся обстоятельствах ребёнок не может. Упрямство следует отличать от настойчивости в достижении какой-либо определённой цели.
- Строптивость — направлена в целом против норм воспитания, системы отношений, образа жизни в семье, а не против конкретного взрослого.
- Своеволие — стремление ребёнка всё делать самому (ключевые слова в речи «Я сам!»), проявление инициативы собственного действия, которая неадекватна возможностям ребёнка и вызывает дополнительные конфликты со взрослыми. При этом меняется отношение ребёнка к окружающему миру: теперь ребёнком движет не только желание узнавать новое, овладевать действиями и навыками поведения. Ребёнок начинает активно удовлетворять познавательную потребность. Это проявляется в его активности, любознательности. Но проявление инициативы может вызывать конфликты со взрослыми, поскольку она зачастую неадекватна возможностям ребёнка. Необходимо учитывать то, что ребёнок пробует свои силы, проверяет возможности. Он утверждает себя, и это способствует появлению детского самолюбия — важнейшего стимула к саморазвитию и самосовершенствованию.
- Протест-бунт — проявляется в частых конфликтах с родителями. Ребёнку важно, чтобы окружающие люди всерьёз относились к его самостоятельности. Если ребёнок не чувствует, что с ним считаются, что уважают его мнение и желания — он начинает протестовать. Он бунтует против прежних рамок, против прежних отношений. Американский психолог Э. Эриксон считает, что именно в этом возрасте у ребёнка начинает формироваться воля, независимость и самостоятельность.
- Обесценивание — в глазах ребёнка обесценивается всё то, что было для него привычно, интересно, дорого раньше. Симптом обесценивания может проявляться в том, что ребёнок начинает ругаться, дразнить и обзывать родителей, ломать любимые игрушки.
- Деспотизм — ребёнок проявляет деспотическую власть по отношению к близким людям, заставляет родителей делать всё, что он требует.

## Причины
Причины возникновения негативизма, упрямства, своеволия и других симптомов в поведении объясняются тем, что ребёнок начинает осознавать себя самостоятельной личностью и проявлять собственную волю. Обострение взаимоотношений со взрослыми может быть следствием авторитарной модели взаимодействия в семье, ограничения самостоятельности и личной инициативы ребёнка, частого и неадекватного применения запретов и наказаний, а также наличия гиперопеки в воспитании, несогласованности и непоследовательности в требованиях к ребёнку окружающих людей.
Л. С. Выготский подчеркивал, что за всяким негативным симптомом кризиса «скрывается позитивное содержание, состоящее обычно в переходе к новой и высшей форме». Положительными личностными приобретениями детей на данном этапе развития является становление нового уровня самосознания, стремление к самостоятельности, развитие активности, волевых качеств, установление со взрослыми новых и более глубоких отношений в общении, игре, познавательной и предметной деятельности, в которой велика значимость положительной оценки родителями личных достижений, успехов детей.
Однако иногда кризис трёх лет может протекать без каких-либо явных негативных проявлений. Мнение о том, что это может как-то негативно сказаться на психическом развитии или становлении личности, ошибочно. В кризисе развития главное не то, как он протекает, а то, к чему он приводит. Появление таких качеств, как воля, самостоятельность, гордость за достижения является верным признаком адекватного развития личности ребёнка на данном возрастном этапе.

## Рекомендуемое поведение при взаимодействии с ребёнком
Существует ряд общих рекомендаций, использование которых постепенно приводит к преодолению негативных симптомов в поведении ребёнка.
- Избегание авторитарного стиля взаимоотношений и гиперопеки в воспитании.
- Осуществление единой тактики воспитания в семье.
- Поощрение познавательного интереса и самостоятельности ребёнка в доступных для данного возраста пределах.
- Использование игровых приёмов в общении и обучении ребёнка самостоятельности.
- Объяснение правил поведения ребёнку в простой и доступной для него форме; проявление спокойной требовательности к исполнению этих правил.
- Акцент в воспитании на позитивном разрешении действовать, а не на запретах и наказании.
- Совместный поиск компромиссных решений в конфликтных ситуациях, предоставляющий ребёнку право выбора.
- Обучение ребёнка навыкам общения со сверстниками и взрослыми.

При нормальном развитии «фаза протеста» через некоторое время сама по себе проходит. Однако слишком жестокое, слишком строгое, прямолинейное, негибкое и консервативное воспитание «ломает» ребёнка в этот период, делает его сверхпослушным, подавляет его собственную активность. Сейчас известно, что это не безопасно для развития ребёнка. Безынициативность, пассивность и даже задержки в интеллектуальном развитии могут быть связаны с излишним жёстким воспитанием и чрезмерными ограничениями на этой стадии развития.